# Artiom Fidler
Artiom Igorevitch Fidler (en russe : Артём Игоревич Фидлер) est un footballeur russe né le 14 juillet 1983 à Sverdlovsk (aujourd'hui Iekaterinbourg) en Union soviétique. Il a été actif professionnellement de 2005 à 2020, évoluant principalement sous les couleurs de l'Oural Iekaterinbourg durant cette période.

## Biographie
Fidler passe la grande majorité de sa carrière dans sa ville d'origine, Iekaterinbourg, intégrant durant sa jeunesse le club du Viz-Sinara avant d'évoluer au niveau amateur à l'Ioujny puis à l'Atlant. Après un bref passage au Metallourg Zlatooust, il rejoint l'Oural Iekaterinbourg durant le mois de juillet 2005 et y évolue jusqu'à la fin de l'année 2010, jouant 182 matchs pour 17 buts, la plupart en deuxième division.
Il rejoint le Kouban Krasnodar dans le cadre d'un contrat de trois ans en début d'année 2011 et découvre par la même occasion la première division,.
Fidler retourne à l'Oural Iekaterinbourg en début d'année 2014, où il devient capitaine. Il prend sa retraite sportive six ans et demi plus tard à l'été 2020, intégrant dans la foulée l'organigramme du club.

## Statistiques
| Saison                | Club                  | Championnat           | Championnat | Championnat | Coupe(s) nationale(s) | Coupe(s) nationale(s) | Compétition(s) continentale(s) | Compétition(s) continentale(s) | Compétition(s) continentale(s) | Total | Total |
| Saison                | Club                  | Division              | M.          | B.          | M.                    | B.                    | Comp.                          | M.                             | B.                             | M.    | B.    |
| 2005                  | Oural Iekaterinbourg  | D2                    | 15          | 0           | 1                     | 0                     | -                              | -                              | -                              | 16    | 0     |
| 2006                  | Oural Iekaterinbourg  | D2                    | 26          | 0           | 2                     | 1                     | -                              | -                              | -                              | 28    | 1     |
| 2007                  | Oural Iekaterinbourg  | D2                    | 35          | 6           | 4                     | 0                     | -                              | -                              | -                              | 39    | 6     |
| 2008                  | Oural Iekaterinbourg  | D2                    | 32          | 5           | 1                     | 1                     | -                              | -                              | -                              | 33    | 6     |
| 2009                  | Oural Iekaterinbourg  | D2                    | 33          | 1           | 3                     | 0                     | -                              | -                              | -                              | 36    | 1     |
| 2010                  | Oural Iekaterinbourg  | D2                    | 30          | 3           | -                     | -                     | -                              | -                              | -                              | 30    | 3     |
| Sous-total            | Sous-total            | Sous-total            | 171         | 15          | 11                    | 2                     | -                              | -                              | -                              | 182   | 17    |
| 2011-2012             | Kouban Krasnodar      | D1                    | 26          | 0           | -                     | -                     | -                              | -                              | -                              | 26    | 0     |
| 2012-2013             | Kouban Krasnodar      | D1                    | 15          | 2           | 2                     | 0                     | -                              | -                              | -                              | 17    | 2     |
| 2013-2014             | Kouban Krasnodar      | D1                    | 8           | 0           | 1                     | 0                     | C3                             | 5                              | 0                              | 14    | 0     |
| Sous-total            | Sous-total            | Sous-total            | 49          | 2           | 3                     | 0                     | -                              | 5                              | 0                              | 57    | 2     |
| 2013-2014             | Oural Iekaterinbourg  | D1                    | 9           | 0           | -                     | -                     | -                              | -                              | -                              | 9     | 0     |
| 2014-2015             | Oural Iekaterinbourg  | D1                    | 20          | 0           | 1                     | 0                     | -                              | -                              | -                              | 21    | 0     |
| 2015-2016             | Oural Iekaterinbourg  | D1                    | 21          | 0           | 1                     | 0                     | -                              | -                              | -                              | 22    | 0     |
| 2016-2017             | Oural Iekaterinbourg  | D1                    | 24          | 1           | 3                     | 0                     | -                              | -                              | -                              | 27    | 1     |
| 2017-2018             | Oural Iekaterinbourg  | D1                    | 22          | 0           | -                     | -                     | -                              | -                              | -                              | 22    | 0     |
| 2018-2019             | Oural Iekaterinbourg  | D1                    | 13          | 0           | 2                     | 0                     | -                              | -                              | -                              | 15    | 0     |
| 2019-2020             | Oural Iekaterinbourg  | D1                    | 7           | 0           | 2                     | 0                     | -                              | -                              | -                              | 9     | 0     |
| Sous-total            | Sous-total            | Sous-total            | 116         | 1           | 9                     | 0                     | -                              | -                              | -                              | 125   | 1     |
| Total sur la carrière | Total sur la carrière | Total sur la carrière | 336         | 18          | 23                    | 2                     | -                              | 5                              | 0                              | 364   | 20    |

## Palmarès
Oural Iekaterinbourg
- Finaliste de la Coupe de Russie en 2017 et 2019.